# Flügelhelm
Ein Flügelhelm ist ein Helm, an dem beidseits nachgebildete Flügel angebracht sind.

## Mythologie
Diese Ausschmückung eines Helmes findet sich oft in antiken und antikisierenden Darstellungen von Göttern und Göttinnen. So wird der griechische Gott Hermes (lateinisch Mercurius) regelmäßig mit einem Flügelhelm dargestellt. Hierbei handelt es sich ursprünglich allerdings um einen Petasos, einen breitkrempigen Reisehut aus Filz oder Stroh. Roma, die Stadtgöttin Roms, trägt jedoch bereits auf antiken Münzen einen Flügelhelm.

## Historische Helme

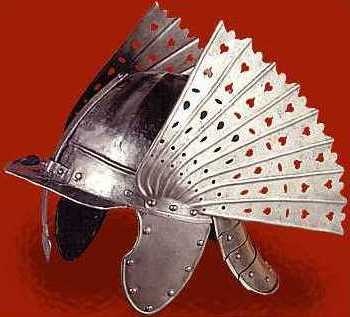
Polnische Zischägge mit Flügeln

Helme mit Schmuckelementen in Form von Vogel- oder Drachenflügeln wurden in verschiedenen Kulturen benutzt, wie dem antiken Griechenland, dem römischen Reich, Polen und anderen. Die Verwendung diente in den meisten Fällen zeremoniellen Zwecken. In wenigen Ausnahmefällen wie der polnischen Sturmhaube oder Ausführungen des Pilos-Helms wurden diese Helme auch bei Kampfhandlungen benutzt. Die Flügelhelme sind in den meisten Fällen Paradeausführungen, die durch ihre Machart nicht zu Kampfhandlungen und so auch nicht zum Schutz des Trägers geeignet sind.

## 19. Jahrhundert
Seit dem 19. Jahrhundert tauchen Flügelhelme auch in historisierenden Darstellungen von Germanen, Galliern und Wikingern auf. Dass diese Völker Flügelhelme getragen haben, ließ sich nicht nachweisen und wird von der Wissenschaft bezweifelt. Für diese Fehldarstellung werden zwei Ursachen genannt: Zum einen ließ sich das Bestreben einiger schwedischer Nationalisten wie der 1811 gegründeten Götiska Förbundet nachweisen, die altnordische gegenüber der antiken Kultur als mindestens gleichwertig hinzustellen. In der Folge wurden zuerst die altnordischen Götter mit Flügelhelmen dargestellt, und bald wurden auch zunehmend Abbildungen von Menschen mit ihnen ausgestattet. Einflussreich waren hier das Hermannsdenkmal Ernst von Bandels in der Nähe von Detmold, dessen Errichtung von 1838 bis 1875 dauerte, und das in Auseinandersetzung mit ihm entstandene Vercingetorix-Denkmal in Clermont-Ferrand, das Frédéric Auguste Bartholdi in den Jahren 1866 bis 1903 schuf. Auch auf dem 1897 eingeweihten Hermann Heights Monument in New Ulm (Minnesota) trägt Arminius der Cherusker einen Flügelhelm. 1899 stattete der ostwestfälische Bildhauer Heinrich Wefing seine Plastik des Sachsenherzogs Widukind, die er für einen Brunnen in Herford schuf, mit einem Flügelhelm aus.
Die zweite Wurzel des Glaubens an gallische oder germanische Flügelhelme ist beim griechischen Schriftsteller Diodorus Siculus zu finden. Er schreibt in seinem im ersten Jahrhundert v. Chr. entstandenen Geschichtswerk über die Gallier:

„Auf ihre Köpfe setzten sie bronzene Helme mit großem Knauf oder großen Tieren darauf, die die Träger der Helme größer erscheinen ließen; so sind in manchen Fällen Hörner daran festgemacht, in anderen Fällen Köpfe von Vögeln und Vierfüßlern.“

Diese Angabe lässt die Deutung immerhin zu, dass Gallier auch Flügel an ihren Helmen befestigten, die archäologisch nicht nachweisbar sind, da sie aus organischem Material bestanden und verrotteten. Die gallischen Helme, die gefunden wurden, sind aber eher rund bis konisch und weisen außer einer Spitze am Scheitelpunkt des Helmes keinerlei Vorrichtungen auf, mit denen Tierflügel seitlich hätten angebracht werden können.
Zur weit verbreiteten Vorstellung, die Germanen hätten Flügelhelme getragen, hat auch die lange übliche Kostümierung in den Opern Richard Wagners beigetragen, in denen Recken und Asen Flügelhelme trugen.

## Heraldik
In der Heraldik sind der Flügelhelm oder Merkurhut und der Merkurstab eine gemeine Figur und stehen als Symbol des römischen Gottes Merkur für Handel.
Die seltene Wappenfigur kann in allen heraldischen Tinkturen im Wappen oder Feld sein; Gold ist aber bevorzugt. Andere Bezeichnungen wie Merkurhelm, Flügelhut oder Hermeshut sind in der Heraldik gleichwertig.

## Populärkultur
Das 1925 eingeführte Markenzeichen der französischen Zigarettenmarke Gauloises (frz. für „Gallierinnen“) zeigt einen Flügelhelm. Daran angelehnt stellte der Zeichner Uderzo viele Gallier seiner Comicserie Asterix mit Flügelhelmen dar.
In der angloamerikanischen Populärkultur sind sie ebenfalls verbreitet: So trägt der übernatürlich schnelle Superheld The Flash seit den 1940er Jahren einen Flügelhelm, der auf die Kopfbedeckung des griechischen Gottes Hermes verweist. Stilisierte Flügel finden sich auch auf den Helmen mehrerer Football-Mannschaften wie den Michigan Wolverines. Im Fantasy-Roman Der Herr der Ringe des englischen Schriftstellers J. R. R. Tolkien gehören Flügelhelme zur Ausstattung der Krieger des fiktiven Reiches Gondor.

## Abbildungen

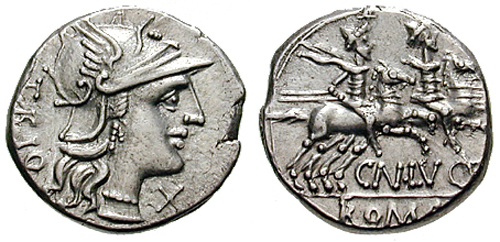
Die Göttin Roma mit Flügelhelm auf einem Denar des Cn. Lucretius Trio aus dem Jahr 136 v. Chr.
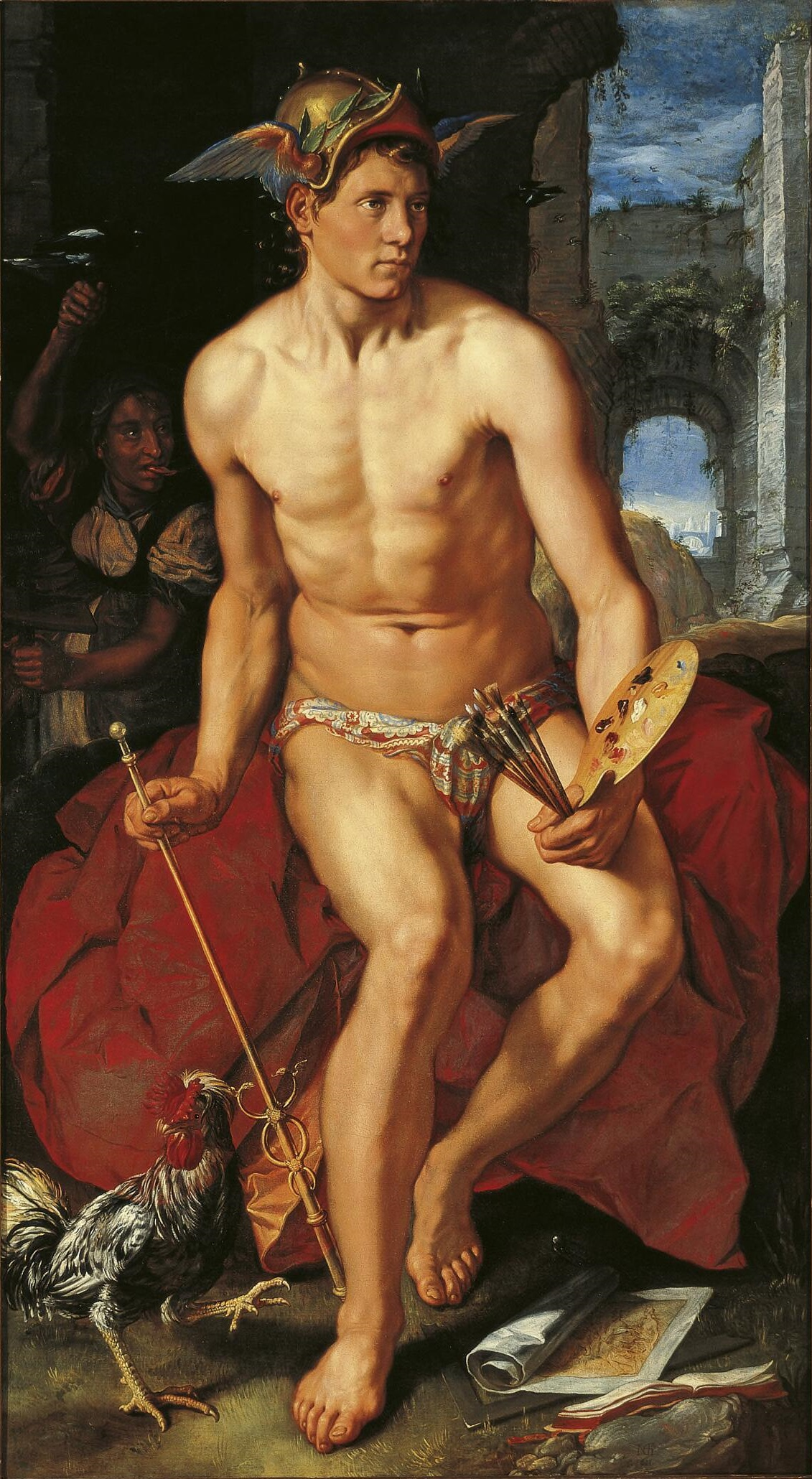
Merkur mit seinem typischen Flügelhelm, Gemälde von Hendrick Goltzius, 1611
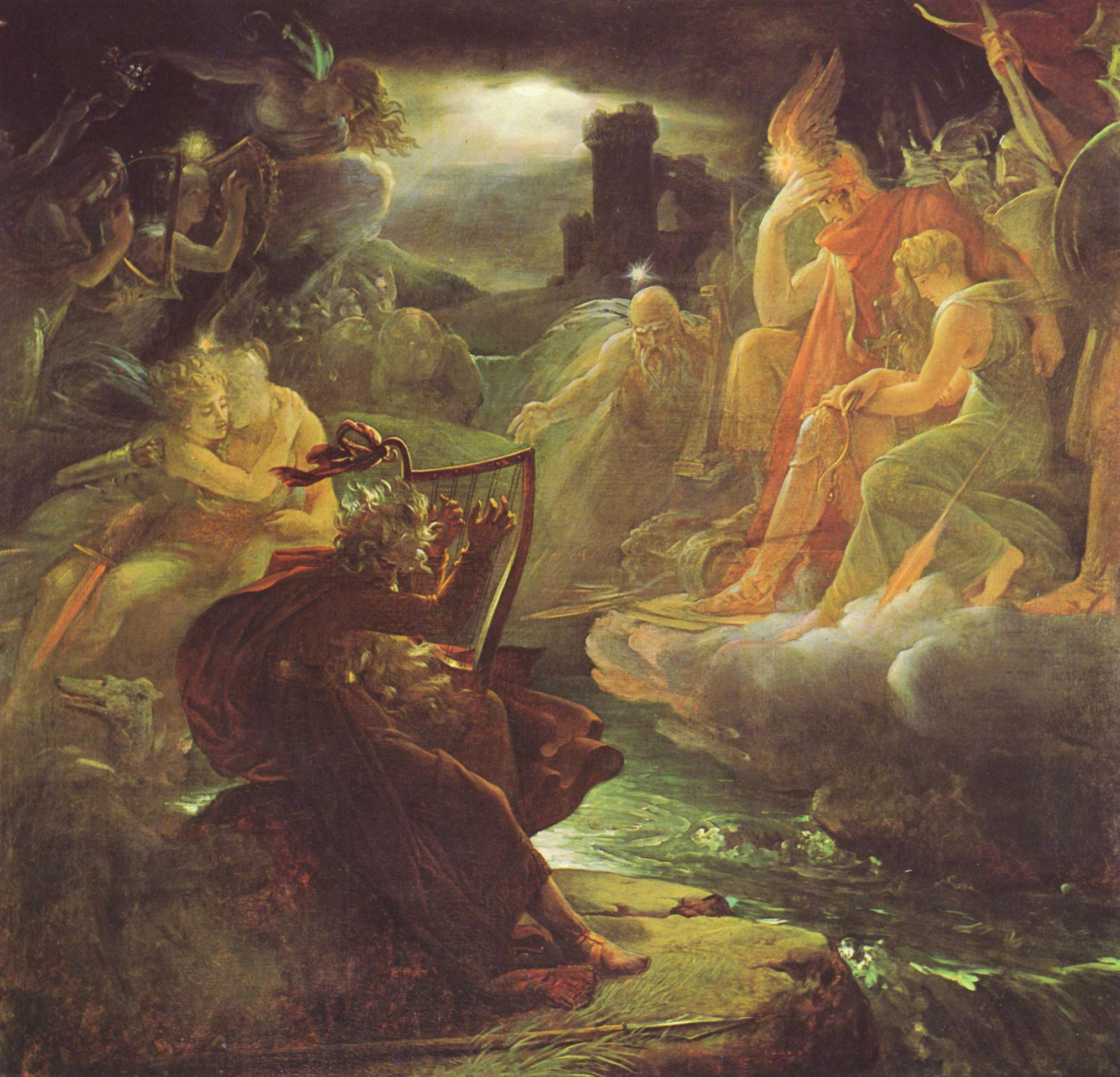
François Gérard: Ossian ruft die Götter an. Gemälde aus dem Jahr 1801, Schloss Malmaison bei Paris
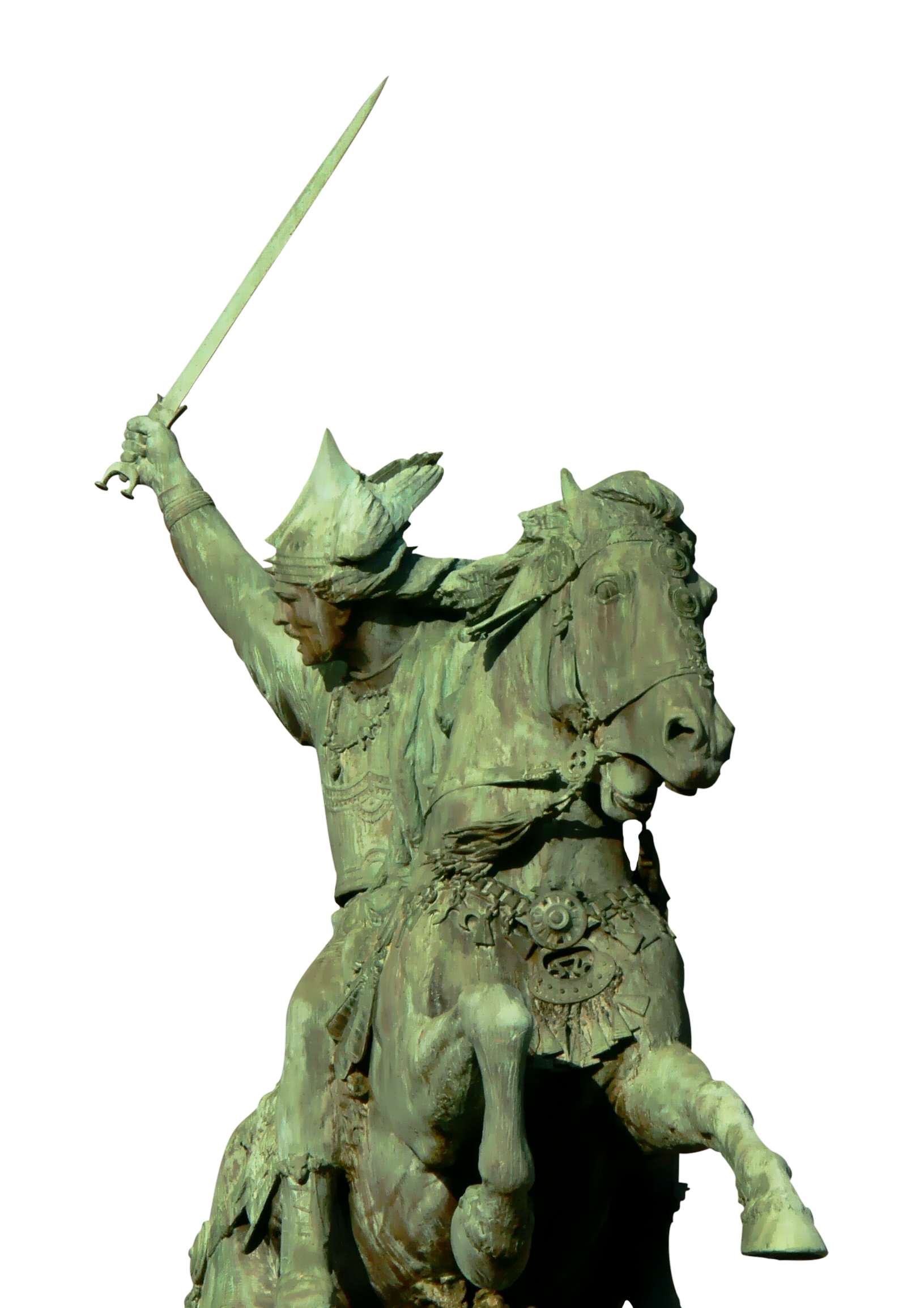
Das Denkmal des Vercingetorix in Clermont-Ferrand (Detail)
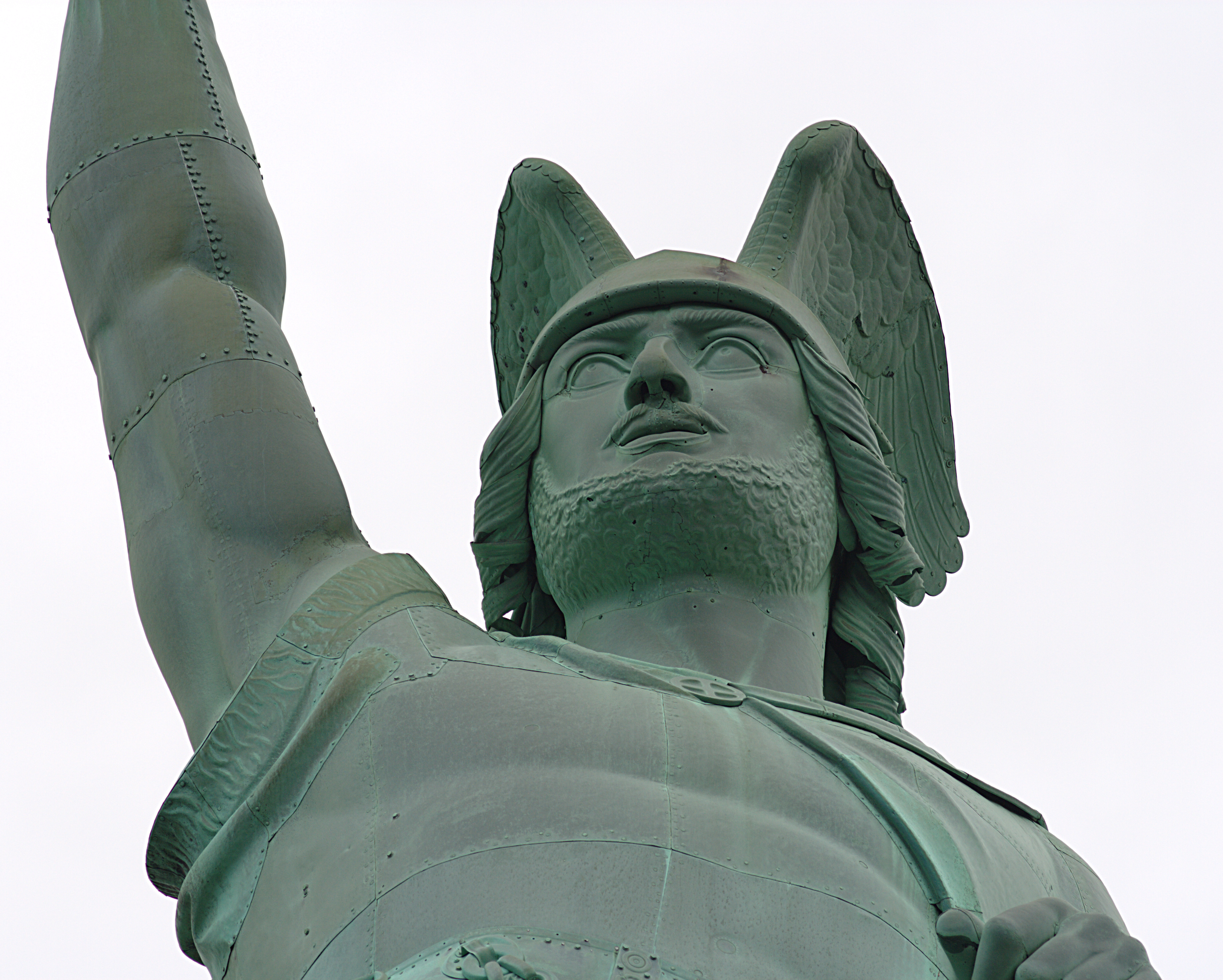
Detailansicht des Hermannsdenkmals bei Detmold
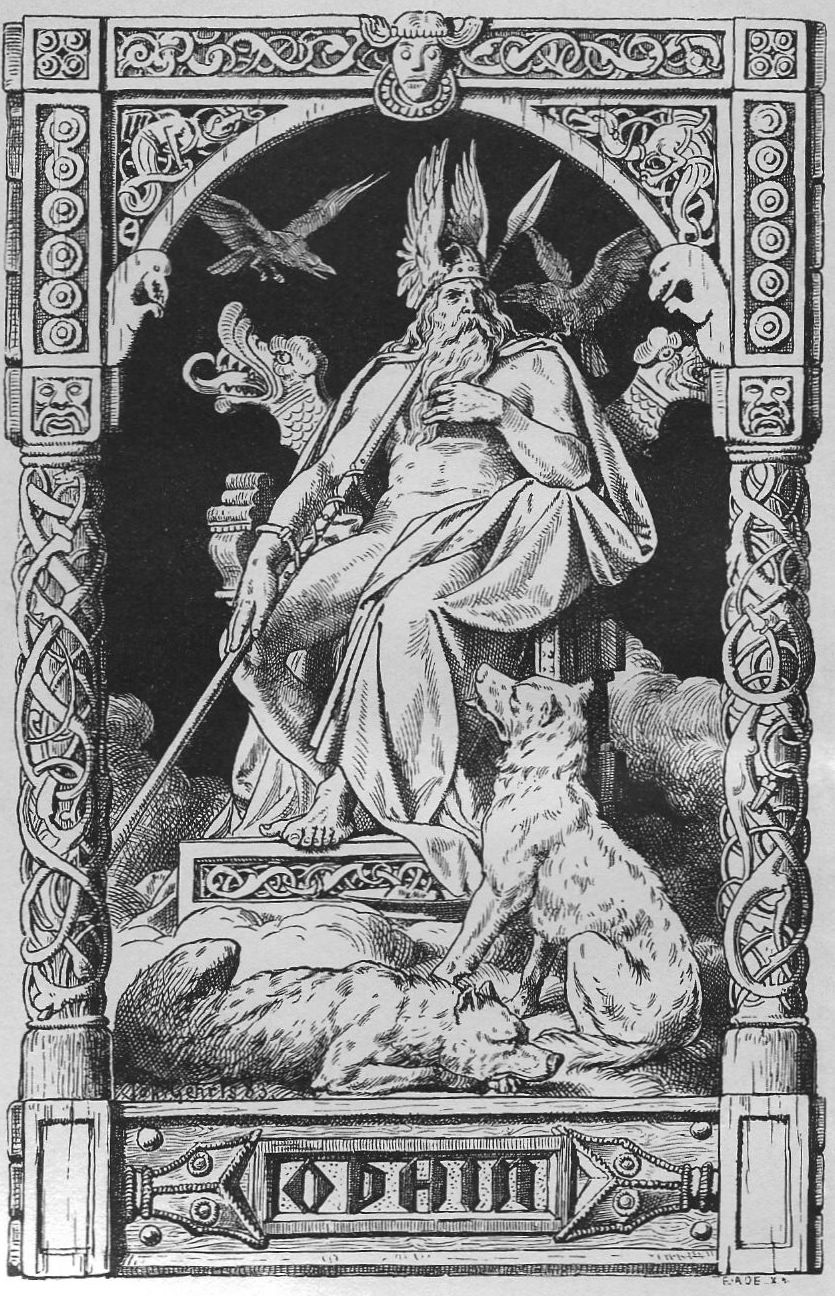
Der germanische Gott Odin mit einem Flügelhelm, 1888
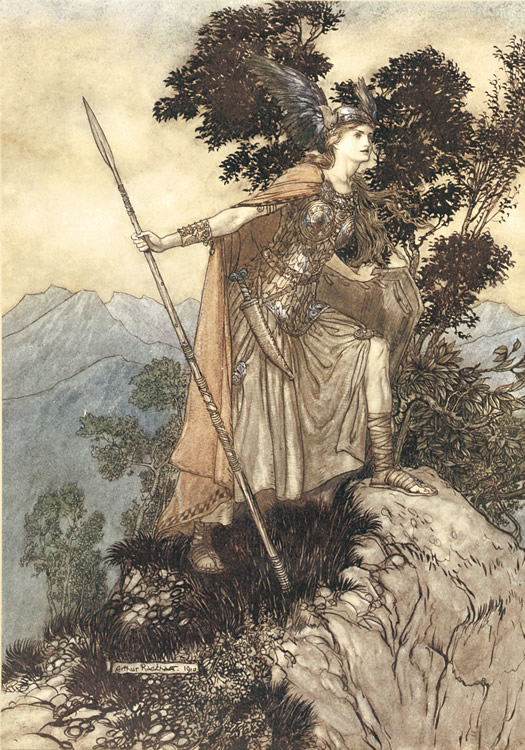
Brünnhilde mit einem Flügelhelm. Illustration von Arthur Rackham (1867–1939) zu Richard Wagners Oper Die Walküre.

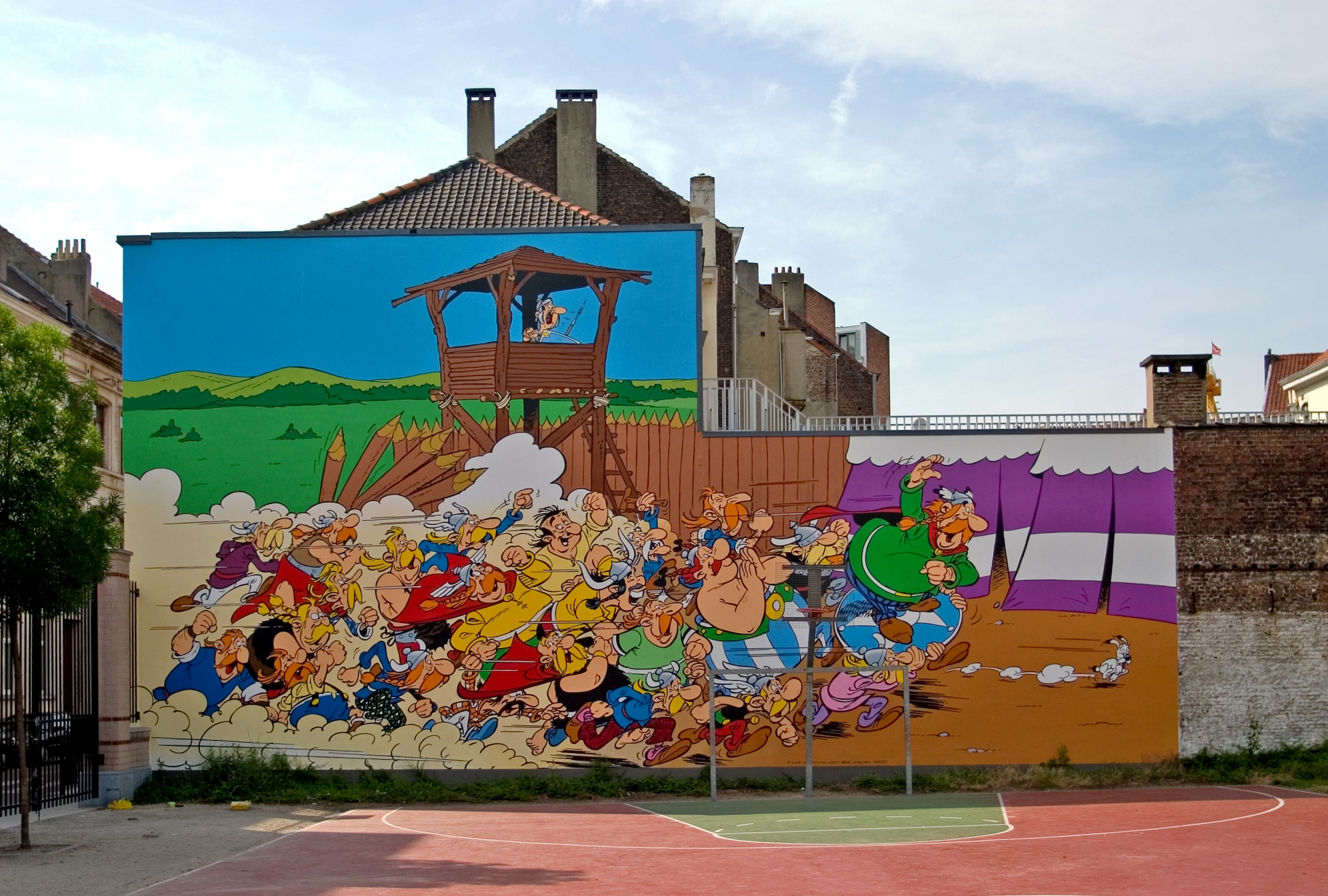
Verschiedene Figuren aus den Asterix-Comics auf einem Wandgemälde in Brüssel
Das Logo der Zigarettenmarke Gauloises in seiner aktuellen Form
Drei Merkurhüte (2;1) im Wappen von Emmelshausen
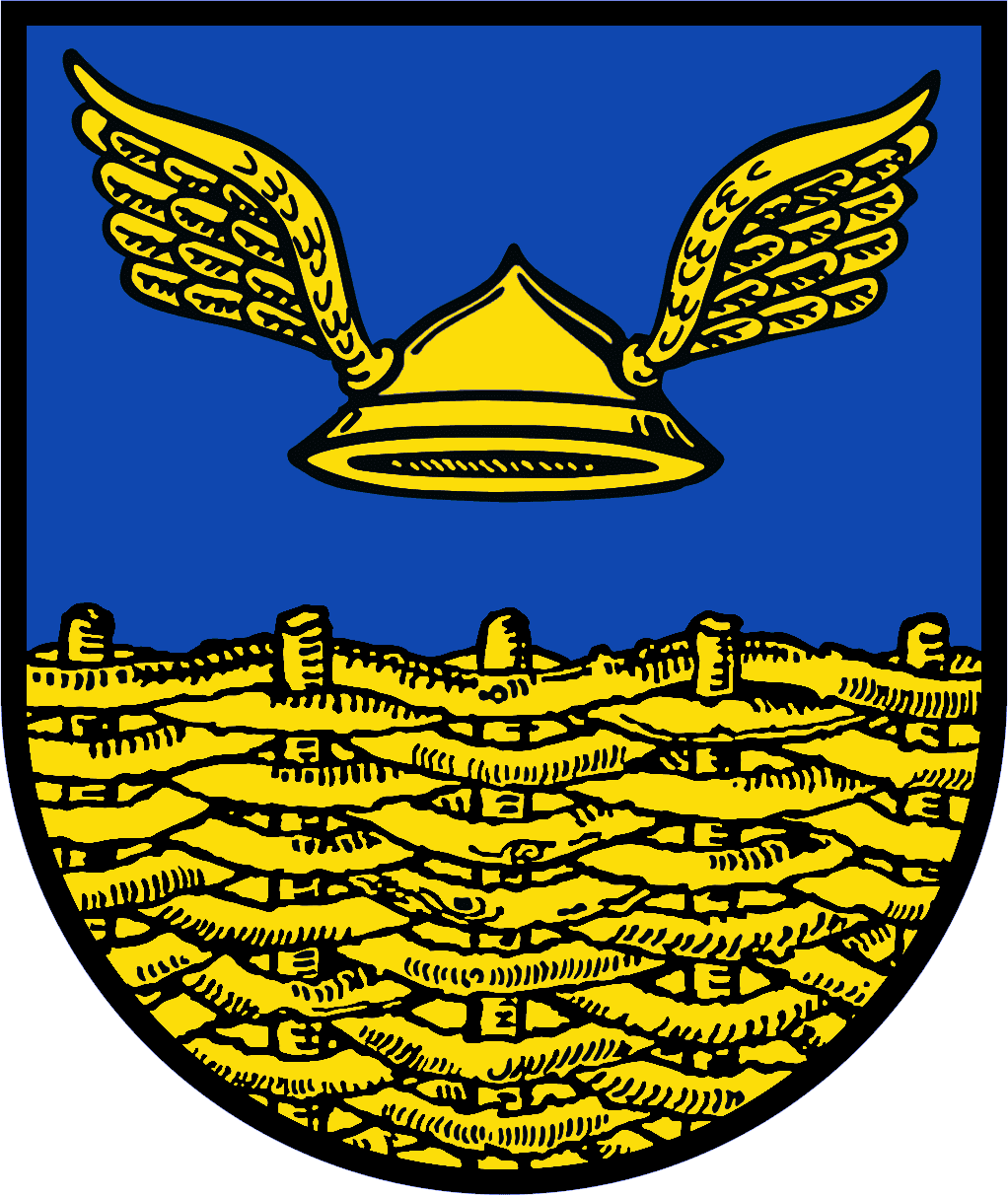
Schwebender Merkurhut im Wappen von Belum
Merkurhut im Schildhaupt von Wadern (Ort) (galt bis 1974)
Historisches Logo der Mustermesse Basel